# Итальянское утро
«Итальянское утро» — картина русского художника Карла Брюллова.
Картина написана Карлом Брюлловым после приезда в Италию в 1823 году. Большую роль играет освещение картины, сам художник писал о нём так:
Я освещал модель на солнце, предположив освещение сзади, так что лицо и грудь в тени и рефлектируются от фонтана,  освещенного солнцем, что делает все тени гораздо приятнее в сравнении с простым освещением окна.
На картине молодая женщина, умывающаяся под струями фонтана, освещена мягкими утренними лучами солнца.
Картина принесла известность Брюллову, получив лестные отзывы сначала у итальянской публики, затем от членов Общества поощрения художников. ОПХ подарило картину «Итальянское утро» Александре Фёдоровне, жене Николая I. Император захотел получить парную к «Утру» картину, что послужило началом написания Брюлловым картины «Итальянский полдень».